# Clematis patens
Clematis patens là một loài thực vật có hoa trong họ Mao lương. Loài này được C.Morren & Decne. mô tả khoa học đầu tiên năm 1836.

## Hình ảnh

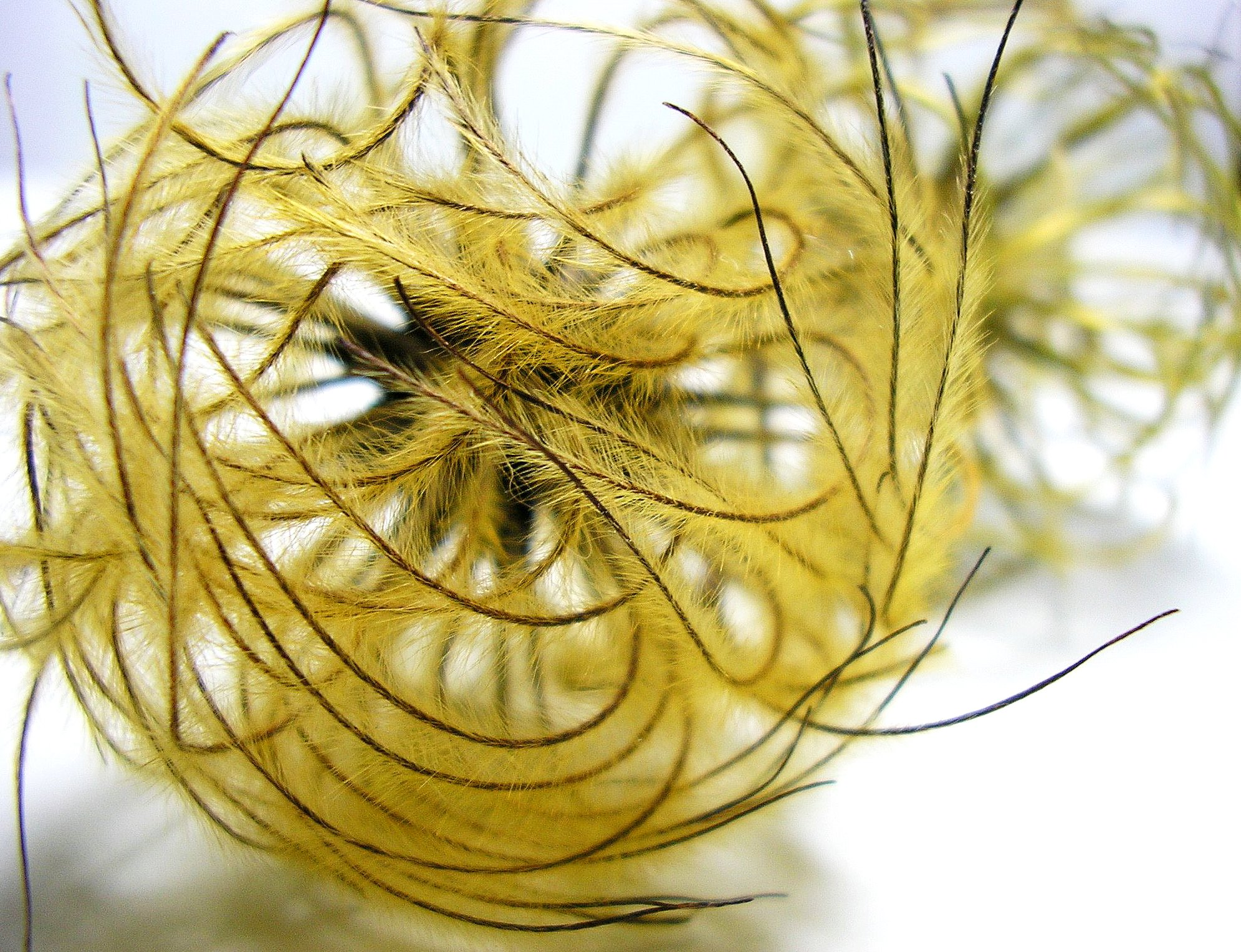
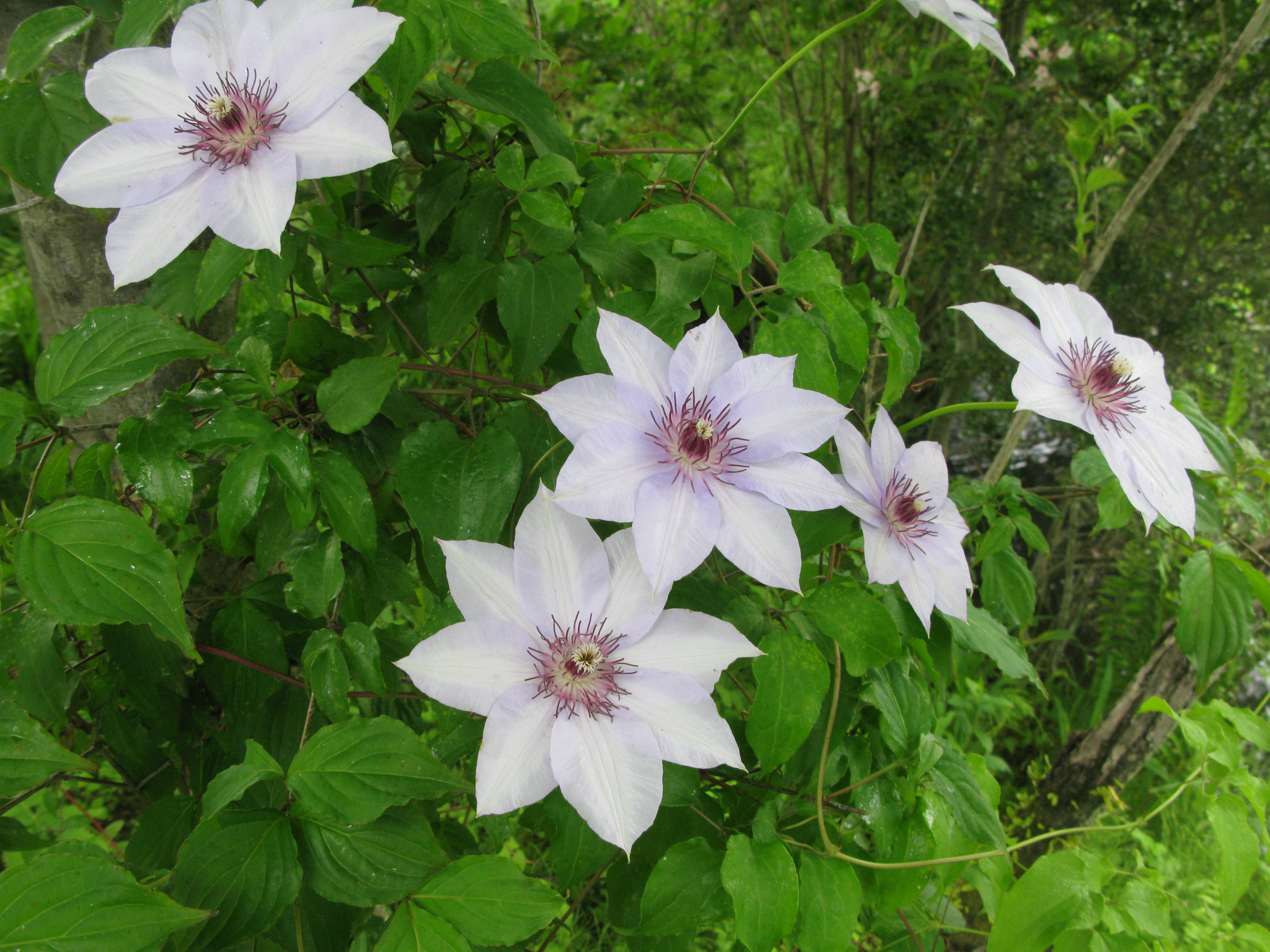
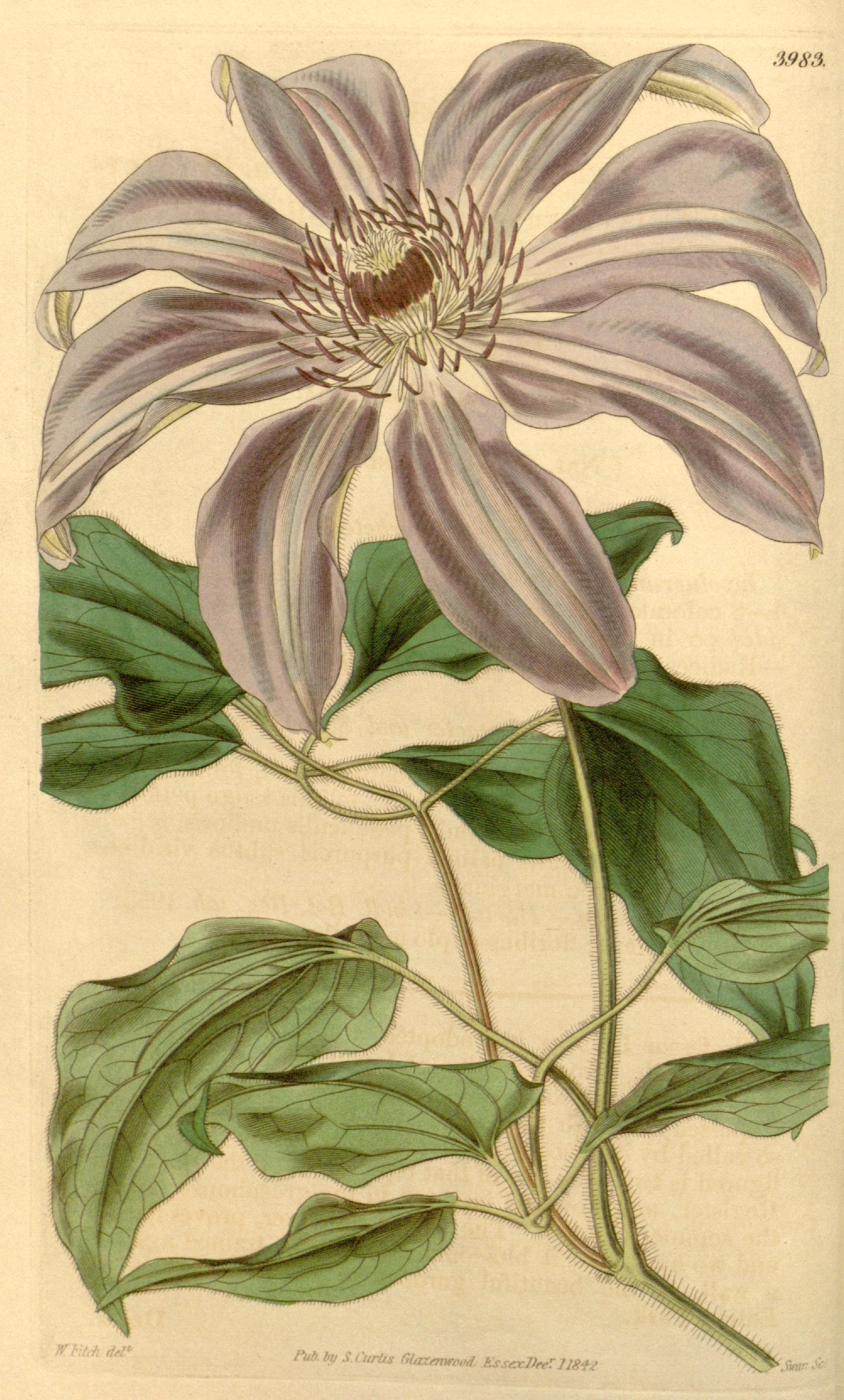
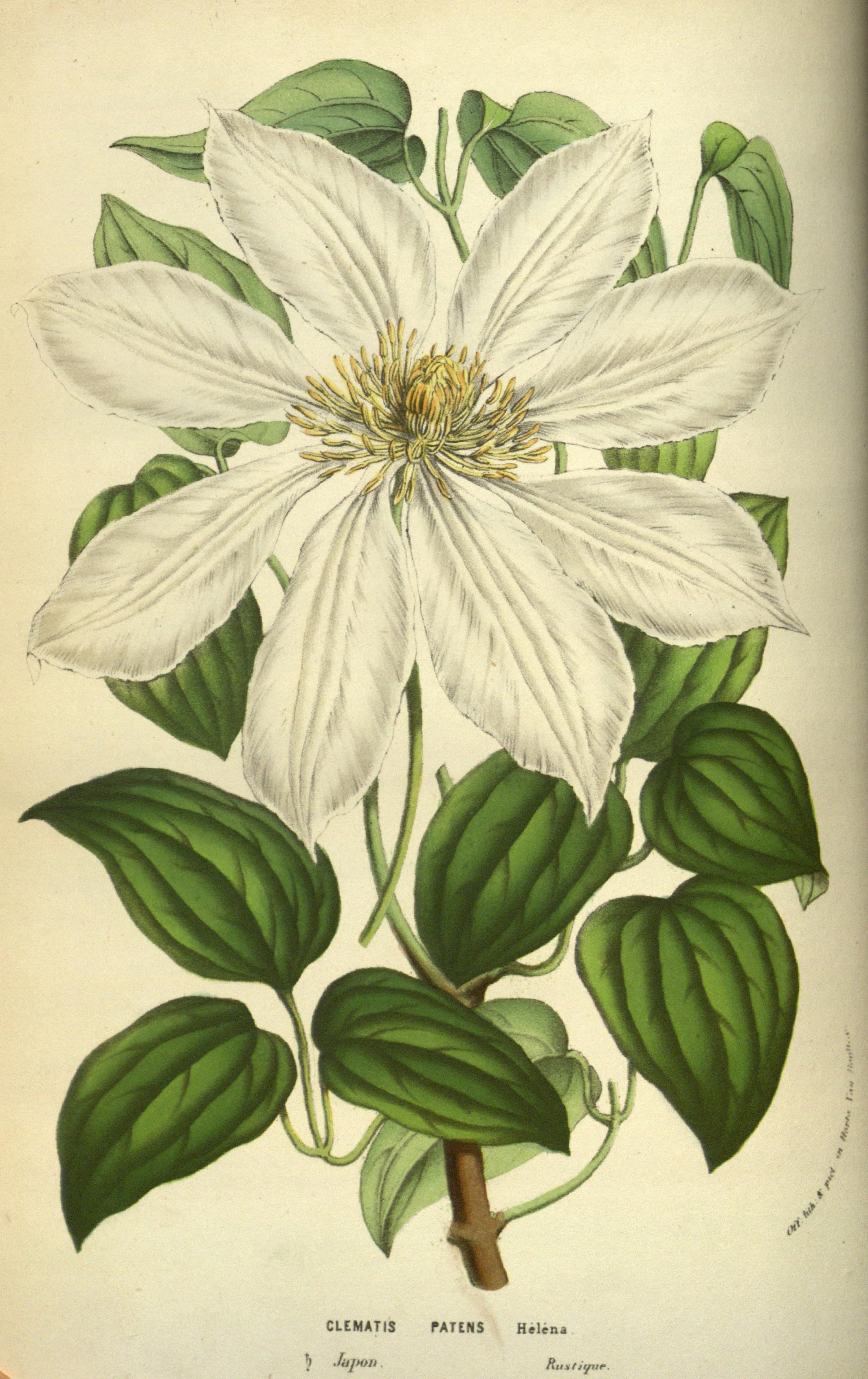